# Герника
Герника (шп. Guernica; баск. Gernika) град је у провинцији Вискаја, у аутономној заједници Баскија, на северу Шпаније. Град Герника је сједињен са суседним Луном (на баскијском, Лумо), те се овај локалитет званично зове Герника-Луно. Према попису из 2016. године, овај град има 16.869 становника.

## Партнерски градови
- Пфорцхајм
- Бојзи